# Baudenkmalensemble Krumme Straße
Das Baudenkmalensemble Krumme Straße ist eine Gruppe von Baudenkmalen in der niedersächsischen Stadt Wolfenbüttel. Der Begriff Krumme Straße wird im Verzeichnis der Baudenkmale der Stadt Wolfenbüttel so genannt. Die Quelle der Baudenkmale ist der Denkmalatlas Niedersachsen. Der Stand der Liste ist der 12. Juli 2022.

## Gruppe: Krumme Straße
Baudenkmal (Gruppe):

| Lage                        | Bezeichnung   | Beschreibung | ID       | Bild |
| --------------------------- | ------------- | ------------ | -------- | ---- |
| 52° 9′ 36″ N, 10° 32′ 12″ O | Krumme Straße |              | 33862368 | BW   |

## Baudenkmale (Einzeln) in der Gruppe

### Bahnhofstraße
| Lage                                        | Bezeichnung | Beschreibung | ID       | Bild |
| ------------------------------------------- | ----------- | --- | -------- | ---- |
| Bahnhofstraße 12 52° 9′ 38″ N, 10° 32′ 5″ O | Wohnhaus    | Seit 1844 befindet sich hier ein Hotel mit Gaststube. Das Haus ist ein traufständiges Fachwerkhaus mit drei Etagen. Die beiden mittleren Achsen sind als Risalit hervorgehoben, über dem Risalit befindet sich Giebel. | 33872386 |      |

### Echternstraße
| Lage                                        | Bezeichnung | Beschreibung                                           | ID       | Bild |
| ------------------------------------------- | ----------- | ------------------------------------------------------ | -------- | ---- |
| Echternstraße 1 52° 9′ 37″ N, 10° 32′ 14″ O | Wohnhaus    | Das Wohnhaus wurde im 17. oder 18. Jahrhundert erbaut. | 33872365 |      |
| Echternstraße 2 52° 9′ 37″ N, 10° 32′ 15″ O | Wohnhaus    |                                                        | 33872344 |      |

### Fischerstraße
| Lage                                         | Bezeichnung | Beschreibung | ID       | Bild           |
| -------------------------------------------- | ----------- | ------------ | -------- | -------------- |
| Fischerstraße 20 52° 9′ 37″ N, 10° 32′ 19″ O | Wohnhaus    |              | 33872323 | Weitere Bilder |
| Fischerstraße 21 52° 9′ 36″ N, 10° 32′ 19″ O | Wohnhaus    |              | 33872302 | BW             |

### Harztorwall
| Lage                                   | Bezeichnung       | Beschreibung | ID       | Bild           |
| -------------------------------------- | ----------------- | --- | -------- | -------------- |
| Harztorwall 52° 9′ 36″ N, 10° 32′ 7″ O | St.-Petrus-Kirche | Die Kirche wurde von 1889 bis 1891, der Architekt war Richard Herzig aus Hildesheim. Es ist eine neuromanische Basilika auf Kreuzgrundriss mit eintürmigem Westriegel und Vierungs-Dachreiter. | 33872276 | Weitere Bilder |

### Krumme Straße
Die Krumme Straße ist die Straße am südlichen Rand der Heinrichstadt. Hier stehen fast ausnahmslos kleine traufständige Fachwerkhäuser auf teilweise sehr kleinen Grundstücken. Die Bevölkerung Anfang des 19. Jahrhunderts war wahrscheinlich arm. Der bogenförmige Verlauf und die St.-Petrus-Kirche prägen das Bild der Straße. Das Haus Krumme Straße 30 gehört zum Baudenkmalensemble Alte Heinrichstadt.
| Lage                                         | Bezeichnung              | Beschreibung                         | ID       | Bild           |
| -------------------------------------------- | ------------------------ | ------------------------------------ | -------- | -------------- |
| Krumme Straße 2 52° 9′ 36″ N, 10° 32′ 9″ O   | Wohnhaus                 |                                      | 33872255 | Weitere Bilder |
| Krumme Straße 3 52° 9′ 36″ N, 10° 32′ 9″ O   | Wohnhaus                 |                                      | 33872234 | Weitere Bilder |
| Krumme Straße 4 52° 9′ 35″ N, 10° 32′ 10″ O  | Wohnhaus                 |                                      | 33872213 | Weitere Bilder |
| Krumme Straße 5 52° 9′ 35″ N, 10° 32′ 10″ O  | Wohnhaus                 |                                      | 33872192 | Weitere Bilder |
| Krumme Straße 6 52° 9′ 35″ N, 10° 32′ 11″ O  | Wohnhaus                 |                                      | 33872171 | Weitere Bilder |
| Krumme Straße 7 52° 9′ 35″ N, 10° 32′ 11″ O  | Wohnhaus                 |                                      | 33872150 | Weitere Bilder |
| Krumme Straße 8 52° 9′ 35″ N, 10° 32′ 12″ O  | Wohnhaus                 |                                      | 33872129 | Weitere Bilder |
| Krumme Straße 9 52° 9′ 35″ N, 10° 32′ 12″ O  | Wohnhaus                 |                                      | 33872108 | Weitere Bilder |
| Krumme Straße 10 52° 9′ 35″ N, 10° 32′ 13″ O | Wohnhaus                 |                                      | 33872087 | Weitere Bilder |
| Krumme Straße 11 52° 9′ 35″ N, 10° 32′ 13″ O | Wohnhaus                 |                                      | 33872066 | BW             |
| Krumme Straße 12 52° 9′ 35″ N, 10° 32′ 14″ O | Wohnhaus                 |                                      | 33872045 | BW             |
| Krumme Straße 13 52° 9′ 35″ N, 10° 32′ 14″ O | Wohnhaus                 |                                      | 33872024 | Weitere Bilder |
| Krumme Straße 14 52° 9′ 35″ N, 10° 32′ 14″ O | Wohnhaus                 |                                      | 33872003 | Weitere Bilder |
| Krumme Straße 15 52° 9′ 35″ N, 10° 32′ 15″ O | Wohnhaus                 |                                      | 33871982 | BW             |
| Krumme Straße 16 52° 9′ 35″ N, 10° 32′ 15″ O | Wohnhaus                 |                                      | 33871961 | Weitere Bilder |
| Krumme Straße 17 52° 9′ 35″ N, 10° 32′ 15″ O | Wohnhaus                 |                                      | 33871940 | Weitere Bilder |
| Krumme Straße 18 52° 9′ 35″ N, 10° 32′ 16″ O | Wohnhaus                 |                                      | 33871856 | Weitere Bilder |
| Krumme Straße 19 52° 9′ 36″ N, 10° 32′ 17″ O | Wohnhaus                 |                                      | 33871835 | Weitere Bilder |
| Krumme Straße 20 52° 9′ 36″ N, 10° 32′ 17″ O | Wohnhaus                 |                                      | 33871814 | Weitere Bilder |
| Krumme Straße 21 52° 9′ 36″ N, 10° 32′ 18″ O | Wohnhaus                 |                                      | 33871793 |                |
| Krumme Straße 22 52° 9′ 36″ N, 10° 32′ 18″ O | Wohnhaus                 |                                      | 33871772 |                |
| Krumme Straße 23 52° 9′ 36″ N, 10° 32′ 18″ O | Wohnhaus                 |                                      | 33871751 |                |
| Krumme Straße 24 52° 9′ 36″ N, 10° 32′ 18″ O | Wohnhaus                 |                                      | 33871690 |                |
| Krumme Straße 25 52° 9′ 37″ N, 10° 32′ 18″ O | Wohnhaus                 |                                      | 33871669 |                |
| Krumme Straße 26 52° 9′ 37″ N, 10° 32′ 18″ O | Wohnhaus                 |                                      | 33871648 |                |
| Krumme Straße 27 52° 9′ 37″ N, 10° 32′ 18″ O | Wohnhaus                 |                                      | 33871627 |                |
| Krumme Straße 28 52° 9′ 38″ N, 10° 32′ 19″ O | Wohnhaus                 |                                      | 33871606 |                |
| Krumme Straße 29 52° 9′ 38″ N, 10° 32′ 19″ O | Wohnhaus                 |                                      | 33871585 |                |
| Krumme Straße 31 52° 9′ 38″ N, 10° 32′ 18″ O | Wohnhaus                 |                                      | 33871564 |                |
| Krumme Straße 32 52° 9′ 38″ N, 10° 32′ 18″ O | Wohnhaus                 | Ehem. Schulwohnhaus der Samsonschule | 33871543 |                |
| Krumme Straße 33 52° 9′ 38″ N, 10° 32′ 18″ O | Wohnhaus                 |                                      | 33871522 |                |
| Krumme Straße 34 52° 9′ 38″ N, 10° 32′ 18″ O | Wohn-/Wirtschaftsgebäude |                                      | 33871501 |                |
| Krumme Straße 35 52° 9′ 37″ N, 10° 32′ 18″ O | Wohnhaus                 |                                      | 33871480 |                |
| Krumme Straße 36 52° 9′ 37″ N, 10° 32′ 17″ O | Wohnhaus                 |                                      | 33871459 |                |
| Krumme Straße 37 52° 9′ 36″ N, 10° 32′ 17″ O | Wohnhaus                 |                                      | 33871438 |                |
| Krumme Straße 38 52° 9′ 36″ N, 10° 32′ 17″ O | Wohnhaus                 |                                      | 33871417 |                |
| Krumme Straße 39 52° 9′ 36″ N, 10° 32′ 16″ O | Wohnhaus                 |                                      | 33871396 |                |
| Krumme Straße 40 52° 9′ 36″ N, 10° 32′ 16″ O | Wohnhaus                 |                                      | 33871375 |                |
| Krumme Straße 41 52° 9′ 36″ N, 10° 32′ 16″ O | Wohnhaus                 |                                      | 33871354 | BW             |
| Krumme Straße 42 52° 9′ 36″ N, 10° 32′ 15″ O | Wohnhaus                 |                                      | 33871354 |                |
| Krumme Straße 43 52° 9′ 36″ N, 10° 32′ 15″ O | Wohnhaus                 |                                      | 33871312 |                |
| Krumme Straße 44 52° 9′ 36″ N, 10° 32′ 15″ O | Wohnhaus                 |                                      | 33871291 |                |
| Krumme Straße 45 52° 9′ 36″ N, 10° 32′ 14″ O | Wohnhaus                 |                                      | 33871270 |                |
| Krumme Straße 46 52° 9′ 36″ N, 10° 32′ 14″ O | Wohnhaus                 |                                      | 33871249 |                |
| Krumme Straße 47 52° 9′ 36″ N, 10° 32′ 14″ O | Wohnhaus                 |                                      | 33871228 |                |
| Krumme Straße 48 52° 9′ 36″ N, 10° 32′ 13″ O | Wohnhaus                 |                                      | 33871207 |                |
| Krumme Straße 49 52° 9′ 36″ N, 10° 32′ 13″ O | Wohnhaus                 |                                      | 33871186 |                |
| Krumme Straße 50 52° 9′ 36″ N, 10° 32′ 13″ O | Wohnhaus                 |                                      | 33871165 |                |
| Krumme Straße 51 52° 9′ 36″ N, 10° 32′ 12″ O | Wohnhaus                 |                                      | 33871144 |                |
| Krumme Straße 52 52° 9′ 36″ N, 10° 32′ 11″ O | Wohnhaus                 |                                      | 33871123 |                |
| Krumme Straße 53 52° 9′ 36″ N, 10° 32′ 11″ O | Wohnhaus                 |                                      | 33871102 |                |
| Krumme Straße 54 52° 9′ 36″ N, 10° 32′ 10″ O | Wohnhaus                 |                                      | 33871081 |                |
| Krumme Straße 55 52° 9′ 36″ N, 10° 32′ 9″ O  | Wohnhaus                 |                                      | 33871060 |                |
| Krumme Straße 56 52° 9′ 37″ N, 10° 32′ 8″ O  | Schule                   |                                      | 33871039 |                |
| Krumme Straße 57 52° 9′ 37″ N, 10° 32′ 8″ O  | Wohnhaus                 |                                      | 33871018 |                |
| Krumme Straße 58 52° 9′ 37″ N, 10° 32′ 7″ O  | Wohnhaus                 |                                      | 33870997 |                |
| Krumme Straße 59 52° 9′ 37″ N, 10° 32′ 7″ O  | Wohnhaus                 |                                      | 33870976 |                |
| Krumme Straße 60 52° 9′ 38″ N, 10° 32′ 7″ O  | Wohnhaus                 |                                      | 33870955 |                |

### Lustgarten
Nördlich der Harzstraße wurde um das Jahr 1600 von Herzog Heinrich Julius ein Lustgarten angelegt. Die ursprüngliche Bezeichnung der Straße war Hinterm Lustgarten. Ein Teil der Häuser sind Fachwerkhäuser aus dem 17. bis 19. Jahrhundert.
| Lage                                      | Bezeichnung | Beschreibung | ID       | Bild |
| ----------------------------------------- | ----------- | ------------ | -------- | ---- |
| Lustgarten 1 52° 9′ 37″ N, 10° 32′ 12″ O  | Wohnhaus    |              | 33870934 |      |
| Lustgarten 2 52° 9′ 37″ N, 10° 32′ 12″ O  | Wohnhaus    |              | 33870913 | BW   |
| Lustgarten 6 52° 9′ 36″ N, 10° 32′ 13″ O  | Wohnhaus    |              | 33870892 |      |
| Lustgarten 7 52° 9′ 36″ N, 10° 32′ 13″ O  | Wohnhaus    |              | 33870871 |      |
| Lustgarten 8 52° 9′ 37″ N, 10° 32′ 13″ O  | Wohnhaus    |              | 33870850 |      |
| Lustgarten 9 52° 9′ 37″ N, 10° 32′ 13″ O  | Wohnhaus    |              | 33870829 |      |
| Lustgarten 10 52° 9′ 37″ N, 10° 32′ 13″ O | Wohnhaus    |              | 33870808 |      |

### Maurenstraße
Die Maurenstraße wurde 1679 nach einer alten Stadtmauer so genannt. Die meisten Häuser sind Fachwerkhäuser aus dem 17. Jahrhundert.
| Lage                                        | Bezeichnung | Beschreibung | ID       | Bild |
| ------------------------------------------- | ----------- | ------------ | -------- | ---- |
| Maurenstraße 2 52° 9′ 38″ N, 10° 32′ 15″ O  | Wohnhaus    |              | 33870787 |      |
| Maurenstraße 3 52° 9′ 37″ N, 10° 32′ 15″ O  | Wohnhaus    |              | 33870766 | BW   |
| Maurenstraße 5 52° 9′ 37″ N, 10° 32′ 15″ O  | Wohnhaus    |              | 33870745 |      |
| Maurenstraße 6 52° 9′ 37″ N, 10° 32′ 15″ O  | Wohnhaus    |              | 33870724 |      |
| Maurenstraße 7 52° 9′ 36″ N, 10° 32′ 16″ O  | Wohnhaus    |              | 33870703 |      |
| Maurenstraße 9 52° 9′ 37″ N, 10° 32′ 16″ O  | Wohnhaus    |              | 33870682 |      |
| Maurenstraße 10 52° 9′ 37″ N, 10° 32′ 16″ O | Wohnhaus    |              | 33870661 |      |
| Maurenstraße 11 52° 9′ 37″ N, 10° 32′ 16″ O | Wohnhaus    |              | 33870640 |      |
| Maurenstraße 12 52° 9′ 37″ N, 10° 32′ 16″ O | Wohnhaus    |              | 33870619 |      |
| Maurenstraße 13 52° 9′ 38″ N, 10° 32′ 16″ O | Wohnhaus    |              | 33880742 | BW   |